# Холмогорская (посёлок)
Холмогорская — поселок в Плесецком районе Архангельской области.

## География
Находится в северо-западной части Архангельской области на расстоянии приблизительно 122 км на север по прямой от административного центра района поселка Плесецк у железнодорожной линии Москва-Архангельск.

## История
Поселок вырос при одноименной станции, открытой в 1898 году. До 2016 года входил в Холмогорское сельское поселение, с 2016 по 2021 год в Самодедское сельское поселение до его упразднения.

## Население
Численность населения: 70 человек (русские 87 %) в 2002 году, 29 в 2010.